# James O. Page
James O. Page (* 7. August 1936; † 4. September 2004 in Carlsbad, Kalifornien) war ein US-amerikanischer Feuerwehrmann und Rechtsanwalt. Er war als führende Persönlichkeit des US-amerikanischen Rettungsdienstes bekannt. 
In den 16 Jahren, in denen Page beim Los Angeles County Fire Department tätig war, stieg er bis zum Bataillonschef auf. In dieser Zeit absolvierte er nebenher ein Jurastudium, das er 1971 mit der Zulassung als Rechtsanwalt in Kalifornien abschloss. Im gleichen Jahr wurde er von seiner Dienststelle beauftragt, den Aufbau eines landesweiten vorklinischen Rettungswesens zu koordinieren. 1973 wurde er zum ersten Leiter des Rettungsdienstes für North Carolina ernannt. North Carolina stand während seiner Amtszeit im Ruf, eine exzellente präklinische (Notfall-)Versorgung zu haben.
Während der frühen 1970er Jahre arbeitete Page als technischer Berater für die beliebte NBC-Fernsehsendung Emergency! (deutscher Titel: Notruf California). Diese Sendung erweckte auch in der Öffentlichkeit den Anspruch auf eine hochwertige präklinische Notfallversorgung. 1976 übernahm Page den Vorsitz der ACT Foundation und wurde ein bekannter Redner, Berater und Autor von notfallmedizinischen Themen. 1979 gründete er das Journal of Emergency Medical Services (JEMS) und fungierte als dessen Autor und Herausgeber. Später kam noch das FireRescue Magazine hinzu.
Page hat sechs Bücher und mehr als 400 Beiträge in Fachzeitschriften über den Rettungsdienst veröffentlicht. Er ist hauptsächlich als offizieller Historiker des US-amerikanischen Rettungsdienstes bekannt. Er gründete am Palomar College bei San Diego eine Stiftung zur Ausbildung im Rettungswesen. Von 1984 bis 1989 war er zusätzlich wieder im Rettungswesen als Fire Chief der Stadt Monterey Park im Los Angeles County in Kalifornien tätig. Im Januar 2000 trat er als Partner der Anwaltskanzlei Page, Wolfberg and Wirth bei.
1995 wurde er von der International Association of Fire Chiefs durch den jährlich verliehenen und nach ihm benannten James O. Page Award of Excellence geehrt. Im Jahr 2000 wurde er in einem Beitrag des Fire Chief Magazine als eine der zwanzig wichtigsten Persönlichkeiten des Rettungswesens im 20. Jahrhundert bezeichnet.
James O. Page war verheiratet, mit seiner Frau hatte er vier Kinder. Er sammelte alte Ausrüstungsgegenstände aus dem Feuerwehr- und Rettungswesen und war Privatpilot. Er starb am 4. September 2004 beim Schwimmen im Swimmingpool seines Hauses in Carlsbad.

## Werke
- The Paramedics. Backdraft Publications, 1979.